# Детективная история
«Детективная история» (англ. Detective Story) — нуаровая полицейская драма режиссёра Уильяма Уайлера, вышедшая на экраны в 1951 году.
В основу фильма положена одноимённая пьеса 1949 года драматурга Сидни Кингсли. Фильм рассказывает об одном дне из жизни полицейского участка в Нью-Йорке, где детектив Джим МакЛеод (Кирк Дуглас) и его коллеги ведут каждодневную борьбу с городской преступностью в различных её проявлениях. «МакЛеод разрывается между желанием уделять больше времени своей жене и одержимостью при ловле преступников», проявляя при этом «чрезмерную жёсткость в отношении мелких нарушителей закона… Ситуация резко обостряется, когда, расследуя деятельность подпольного акушера, он узнаёт, что его жена также прибегала к его услугам».
«Детективная история» стала хитом как у критики, так и в прокате. Сам Кингсли оценивал киноверсию своей пьесы выше, чем спектакль, который он поставил на Бродвейской сцене.
В 1952 году фильм был номинирован на четыре Оскара: за лучший сценарий (Филип Йордан, Роберт  Уайлер), за лучшую режиссуру (Уильям Уайлер), лучшей актрисе в главной роли (Элинор Паркер) и лучшей актрисе в роли второго плана (Ли Грант).

## Сюжет
Действие фильма происходит в течение одного дня работы 21-го полицейского участка в Нью-Йорке. С самого утра полиция задерживает и доставляет в участок мелкую магазинную воровку (Ли Грант), затем приводят молодого парня по имени Артур Киндред (Крейг Хилл). Тем временем перед входом в участок детектив Джим МакЛеод (Кирк Дуглас) любовно беседует со своей женой Мэри (Элинор Паркер) о перспективах их семейной жизни и о детях, которых им никак не удаётся завести. Зайдя в участок, МакЛеод начинает оформлять Артура, который отказывается отвечать на вопросы о мотивах своего поступка. Найдя у парня телефон его подруги детства, Джой Кармайкл, которая стала известной манекенщицей, МакЛеод звонит ей, но не застав дома, сообщает о задержании Артура её сестре Сьюзен. В участок приходит адвокат Эндикотт Симс (Уорнер Андерсон), который защищает «Голландца» Карла Шнейдера (Джордж Макреди), практикующего нелегальные роды врача из Нью-Джерси, который разыскивается по обвинению в убийстве одной из своих пациенток. Симс сообщает начальнику детективного отдела, лейтенанту Монахану (Хорас Макмахон), что Шнейдер хочет сдаться властям, но не желает проблем. Опасаясь избиений со стороны ведущего дело МакЛеода, Симс предъявляет лейтенанту только что сделанные фотографии тела Шнейдера, на котором нет ни одного синяка. Затем он предупреждает МакЛеода, чтобы тот не прикасался к его клиенту, обещая в противном случае засудить его. МакЛеод выплёскивает свою ненависть в отношении Шнейдера, обвиняя его в том, что своей деятельностью тот убивает молодых девушек. Далее МакЛеод переходит на всех преступников, сокрушаясь, что закон просто «нянчится с ними». Тем временем допрос Артура продолжает партнёр МакЛеода, Лу Броуди (Уильям Бендикс). Видя, что Артур, как и его погибший сын, героически сражался на флоте во время войны, Броуди проникается к нему симпатией. На выручку к Артуру приезжает взволнованная Сьюзен (Кэти О’Доннелл). В её присутствии Артур сознаётся, что похитил 480 долларов из кассы фирмы, чтобы произвести впечатление на Джой, в которую влюблён.
Затем в участок приводят двух подозреваемых в ограблении, Чарли Дженнини (Джозеф Уайзмен) и Льюиса Эбботта (Майкл Стронг). МакЛеоду и Броуди удаётся быстро найти подход к менее опытному и менее сообразительному Льюису, убедив его, что Чарли просто использовал его, присваивая себе львиную долю выручки от награбленного. В итоге, получив заверения в том, что ему срежут срок в случае чистосердечного признания, Льюис подробно рассказывает обо всех преступлениях, которые он совершил вместе с Чарли. Он также сообщает, что всё похищенное добро находится дома у Чарли, куда немедленно выезжает отряд полиции. Шнейдеру, прибывшему в участок в сопровождении Симса, МакЛеод сообщает, что у него есть два свидетеля, показания которых позволят выдвинуть против него обвинения. Первоначально он приглашает мисс Хэтч (Глэдис Джордж), которая, вопреки предварительным показаниям отказывается указать на Шнейдера при опознании. МакЛеод догадывается, что Шнейдер успел подкупить Хэтч меховой шубой. Разразившись яростной тирадой, Маклеод называет Хэтч лгуньей, после чего отпускает её. Расстроенный этой неудачей, МакЛеод наедине признаётся дежурящему в участке криминальному репортёру Джо Фейнсону (Луис Ван Рутен), что он ведёт принципиальную борьбу против злодеев, не останавливаясь ни перед чем, и движет им в этой борьбе ненависть к собственному отцу с его «криминальным сознанием», который своей безжалостной жестокостью довёл его мать до психбольницы. Затем МакЛеод везёт Шнейдера в городскую больницу Бельвью, где в тяжёлом состоянии находится молодая девушка, одна из жертв преступного бизнеса Шнейдера, которая также готова дать против него показания. Однако по дороге в больницу МакЛеод узнаёт, что женщина умерла, а личность её так и не была установлена, поэтому нет оснований для возбуждения дела против Шнейдера. По дороге обратно в участок Джим угрожает Шнейдеру, на что тот заявляет, что у него есть «друзья наверху», и намекает, что у него есть кое-какая унижающая МакЛеода информация. В ярости детектив несколько раз сильно бьёт Шнейдера, в результате чего тот с трудом добирается до участка, где теряет сознание. Прежде чем уехать на скорой помощи Шнейдер говорит лейтенанту Монахану, что МакЛеод преследует его из-за человека по имени Тами Джакопетти. Хотя МакЛеод отрицает, что знаком с Джакоппетти, который, как выясняется, управляет букмекерской конторой, Монахан приказывает доставить к нему в кабинет по отдельности и Джакопетти, и жену МакЛеода.
Тем временем в участок приходит босс Артура, Альберт Р. Притчетт (Джеймс Малони), который готов выдвинуть обвинения против своего подчинённого в растрате. Пока Притчетт пытается выяснить у Артура, с которым у него были добрые и доверительные отношения, мотивы его неожиданного поступка, в участок возвращается Сьюзен. Она отдаёт Притчетту 120 долларов, которые ей удалось наскрести, и обещает в ближайшее время вернуть остальные деньги, если Притчетт откажется от выдвижения обвинений против Артура. Однако МакЛеод называет Артура вором, который не достоин снисхождения, вновь убеждая Притчетта написать заявление. Как выясняется, Артур украл деньги для того, чтобы с помощью дорогого угощения и подарков вернуть к себе любовь Джой, которая, поднялась на другую ступень социальной лестницы и потеряла к нему интерес. Монахан под надуманным предлогом отсылает МакЛеода из участка, чтобы доверительно поговорить с Мэри в своём кабинете. Первоначально она утверждает, что не знает ни Джакопетти, ни Шнейдера, однако, увидев зашедшего в кабинет Джакопетти, в слезах выбегает. Тем временем Броуди практически удаётся убедить Притчетта отказаться от обвинений против Артура на том основании, что он никакой не бандит, а просто запутавшийся молодой парень, которому надо дать шанс исправиться. Однако вернувшийся МакЛеод, недовольный вмешательством в дело Броуди, буквально заставляет Притчетта выдвинуть обвинение, утверждая, что тот, кто совершил преступление однажды, будет совершать их и потом (приводя в пример Дженнини), и такие люди не заслуживают никакого прощения. Как раз в этот момент приходит подробное досье на Дженнини, который, как выясняется, замешан в целой серии серьёзных преступлений.
В кабинете Монахана Джакопетти (Джеральд Мор) рассказывает, что несколько лет назад у него был с Мэри роман, в итоге она забеременела. Поскольку Джакопетти был женат и не мог уйти из семьи, Мэри решила отдать ребёнка. Ребёнок появился на свет мёртвым на «детской ферме» Шнейдера, и с тех пор Джакопетти её ни разу не видел, хотя, по его уверениям, любит её до сих пор. Вернувшаяся Мэри говорит Монахану, что МакЛеод ничего не знает о её прошлом. Монахан оставляет Мэри и МакЛеода наедине в своём кабинете, где Мэри во всём признаётся мужу. Мэри рассказывает ему, что в тот момент она только приехала в Нью-Йорк, и была молодой неопытной девушкой без связей. А Джакопетти покорил её своей заботливостью и очарованием. Он был первым мужчиной в её жизни и что всё это произошло ещё до знакомства с МакЛеодом. Тем не менее, МакЛеод приходит в ярость, называя свою жену «гулящей», и спрашивает, не является ли её неспособность иметь детей результатом работы Шнейдера. Придя в ужас от неоправданно жестокой реакции МакЛеода, Мэри в слезах уходит из участка. Поднявшись на крышу здания, в котором расположен участок, МакЛеод пытается прийти в себя после разговора с женой. К нему подходит Броуди, прося дать Артуру второй шанс, но МакЛеод отказывает ему, утверждая, что это вопрос принципа. Затем подошедший репортёр Джо Фейнсон уговаривает МакЛеода немедленно помириться со своей замечательной женой, пока ещё не слишком поздно. Некоторое время спустя Мэри возвращается в участок, чтобы попрощаться с МакЛеодом, и, немного придя в себя, он уговаривает её остаться. Мэри соглашается, но после ехидного замечания Симса о любовной жизни Мэри, МакЛеод снова впадает в ярость и спрашивает, сколько мужчин у неё было до их знакомства, говоря, что не может избавиться от «грязных картинок», которые она внедрила в его мозг. Назвав его жестоким и мстительным, как и его отец, Мэри объявляет, что уходит от МакЛеода, не желая, чтобы её довели до психбольницы, как и его мать. Она клянётся больше никогда с ним не видеться. В этот момент Джаннини, воспользовавшись возникшей неразберихой, выхватывает пистолет из кобуры полицейского и несколько раз стреляет в МакЛеода, который, не обращая внимания на реальную угрозу, двинулся на преступника. Джаннини сразу же скручивают полицейские, но МакЛеод получает слишком серьёзные ранения. Умирая, он просит прощения у своей жены и просит снять обвинения с Артура Киндреда. Глубоко расстроенный смертью друга, Броуди освобождает Артура, предупреждая его, чтобы тот больше никогда не попадался. Артур и Сьюзен признаются друг другу в любви, и, обнявшись, выходят из участка. Монахан приглашает священника, а Джо звонит в газету, чтобы сообщить о смерти МакЛеода.

## В ролях
- Кирк Дуглас — детектив Джим МакЛеод
- Элинор Паркер — Мэри МакЛеод
- Уильям Бендикс — детектив Лу Брэйди
- Кэти О’Доннелл — Сьюзен Кармайкл
- Джордж Макреди — доктор Карл Шнейдер
- Хорас МакМахон — лейтенант Монахан
- Глэдис Джордж — мисс Хэтч
- Джозеф Уайзмен — Чарли Дженнини, грабитель
- Ли Грант — магазинная воровка
- Джеральд Мор — Тами Джакопетти
- Фрэнк Фэйлен — детектив Галахер
- Берт Фрид — детектив Дэйкис
- Крейг Хилл — Артур Киндред
- Уорнер Андерсон — Эндикотт Симс
- Бёрт Мастин — Вилли, швейцар (в титрах не указан, впервые на экране в возрасте 67 лет)

## Авторы фильма и исполнители главных ролей
Как отмечает кинокритик Джеймс Стеффен, драматург Сидни Кингсли был членом знаменитого нью-йоркского театра Group Theater, в котором работали такие значимые фигуры театра и кино, как Ли Страсберг, Элиа Казан, Клиффорд Одетс и Ли Джей Кобб. В 1934 году пьеса Кингсли «Люди в белом», которая затрагивала тему нелегальных абортов, завоевала Пулитцеровскую премию. К числу других его значимых пьес относятся «Тупик» (1935) и «Патриоты» (1943), а также пьеса по роману Артура Кестлера о сталинской эпохе «Слепящая тьма» (1940), которая шла на Бродвее в 1951 году. Вышедший в Нью-Йорке в марте 1949 года спектакль «Детективная история», поставленный самим Кингсли, получил преимущественно позитивные отзывы критики и пользовался успехом у публики. «Кингсли понравилась постановка Уайлером фильма „Тупик“ в 1937 году, и с самого начала он исходил из того, что ставить фильм будет именно Уайлер».
Критик далее пишет: «Как показывают такие фильмы, как „Додсворт“ (1936), „Лисички“ (1941), „Иезабель“ (1938) и „Наследница“ (1949) режиссёру Уильяму Уайлеру практически не было равных в перенесении театральных пьес на экран». Уайлер также поставил такие значимые фильмы, как мелодрама по книге Шарлотте Бронте «Грозовой перевал» (1939), фильм нуар по Сомерсету Моэму «Письмо» (1940), романтическая комедия «Римские каникулы» (1953), фильм нуар «Часы отчаяния» (1955) и криминальная комедия «Как украсть миллион» (1966).
По мнению Стеффена, «в 1951 году вышли два фильма, в которых Кирк Дуглас сыграл свои самые лучшие роли — „Туз в рукаве“ Билли Уайлдера и „Детективная история“ Уильяма Уайлера. В „Тузе в рукаве“ Дуглас намеренно вышел за те границы, в которых публика была готова принять несимпатичного главного героя, что без сомнения повлияло на неудачу фильма в прокате. К счастью, с того времени „Туз в рукаве“ получил значительное позднее признание как один из самых мрачных и бескомпромиссных сатирических фильмов Билли Уайлдера». Далее Стеффен пишет: «В „Детективной истории“ Дуглас пошёл по слегка другому пути с не менее впечатляющими результатами. Здесь главный герой Джим МакЛеод поначалу предстаёт как в основе своей симпатичный, хотя и беспокойный персонаж. По мере развития фильма Дуглас раскрывает дополнительные слои психологической сложности и одновременно формирует восприятие своего персонажа для публики как всё более проблемного и спорного».
За свою карьеру Кирк Дуглас трижды номинировался на Оскар как исполнитель главной роли: в 1950 году — за «боксёрский нуар» «Чемпион» (1949), в 1953 году — за мелодраму о голливудских нравах «Злые и красивые» (1952) и в 1957 году — за биографический фильм о Ван Гоге «Жажда жизни» (1956). К числу лучших картин с участием Дугласа относятся также фильмы нуар «Странная любовь Марты Айверс» (1946), «Из прошлого» (1947) и «Я всегда одинок» (1948), а позднее — военная драма «Тропы славы» (1957) и историческая драма «Спартак» (1960).
При подготовке к роли в «Детективной истории» Кирк Дуглас проработал несколько недель плечом к плечу с детективами из реального полицейского участка в Нью-Йорке и сопровождал полицейских Лос-Анджелеса во время служебных выездов. Кроме того, в порядке подготовки Дуглас в течение недели играл роль МакЛеода в специальной постановке «Детективной истории» в театре города Финикс, штат Аризона.
Помимо данного фильма актриса Элинор Паркер ещё дважды была номинирована на Оскар за исполнение главных ролей: в 1951 году — за тюремный фильм нуар «В клетке» (1950) и в 1956 году — за музыкальную биографическую мелодраму «Прерванная мелодия» (1955). Другими наиболее значимыми фильмами с участием Паркер стали приключенческая лента «Скарамуш» (1952), драма «Человек с золотой рукой» (1955) и мюзикл «Звуки музыки» (1965).
Нью-йоркские театральные актёры Ли Грант, Джозеф Уайзмен, Майкл Стронг и Хорас МакМахон сыграли в фильме те же роли, которые они играли в бродвейской постановке «Детективной истории». Для Грант это была первая работа в кино, и «исполнение роли мечтающей о замужестве мелкой магазинной воровки сразу принесло ей номинацию на Оскар как лучшей актрисе второго плана». Однако поскольку её тогдашний муж Алан Манофф был внесён в чёрный список Голливуда, а она отказалась давать показания перед Комиссией по расследованию антиамериканской деятельности, у Грант возникли большие проблемы с получением экранных ролей, и в следующий раз ей удалось сыграть в кино только в 1956 году в фильме нуар «Страх шторма».

## Создание фильма
С марта 1949 года по август 1950 года пьеса Сидни Кингсли «Детективная история» с Ральфом Беллами в главной роли с успехом шла на Бродвее, выдержав 581 представление. В 1949 году киностудия «Парамаунт» купила у Кингсли права на экранизацию этой пьесы за 285 тысяч долларов плюс процент от прибыли, что на тот момент стало самой высокой ценой, уплаченной за права на экранизацию пьесы. При этом Кингсли специально попросил, чтобы режиссёром фильма был Уильям Уайлер, который в 1937 году с успехом поставил на экране его хитовую пьесу «Тупик».
Работа над сценарием фильма столкнулась со множеством проблем, связанных с ограничениями Производственного кодекса. Главным препятствием было то, что в пьесе и в изначальном сценарии персонаж «Карл Шнейдер» был акушером, делающим нелегальные аборты, что Администрация Кодекса ни за что не утвердила в то время. В пьесе Кингсли, как и в первом варианте сценария совершенно ясно говорится, что Карл Шнайдер является акушером, практикующим нелегальные аборты, а Мэри МакЛеод была его пациенткой. В своём письме от 12 июня 1950 года, адресованном одному из руководителей «Парамаунт» Луиджи Лурачи, директор Администрации производственного кодекса Джозеф И. Брин посчитал такой вариант сценария «абсолютно неприемлемым… по причине темы аборта». В меморандуме от 23 июня 1950 года Брин отметил, что Уайлер согласился заменить подпольного акушера на лишенного лицензии врача, торгующего незаконнорождёнными младенцами.
После того, как Брин предложил заменить «аборты» на «нелегальные роды», Уайлер в статье в «Нью-Йорк таймс» в июле 1950 года выразил разочарование тем, что Кодекс «устарел», заявив, что отказ Администрации допустить какой-либо разговор об абортах является «смехотворным». Согласно архивным материалам Администрации производственного кодекса, «Парамаунт» угрожал апелляцией на решение Брина в Американскую ассоциацию кинокомпаний в Нью-Йорке, подчёркивая, что в сценарии аборт фигурирует совершенно очевидно как зло. В письме президенту Американской ассоциации кинокомпаний Эрику Джонстону Брин возражал, что обсуждение темы абортов «чрезвычайно опасно для неподготовленной аудитории… особенно для молодёжи и подростков», и что она вообще не должна подниматься. Хотя в окончательном варианте фильма не фигурирует слово «аборт», а бизнес Шнайдера описывается как торговля младенцами, намёки на аборт, в частности, то, что Шнейдера называют «мясником», сохранились в фильме. В итоге, в окончательном варианте сценария, Шнейдер, как можно предположить, стал подпольным акушером, принимающим роды незаконнорождённых детей, и торгующим детьми. Однако текст написан намеренно неоднозначно, и зрители могли догадаться, что на самом деле Шнейдер делает аборты.
В своём письме от 12 июня 1950 года Брин также указывал, что убийство МакЛеода бандитом Чарли Дженнини было нарушением той части Кодекса, которая утверждает, что «не должно быть сцен, показывающих служителей закона, умирающих от рук преступников». Однако в отличие от вопроса с абортами, «Брин не возражал против показа убийства МакЛеода, написав в письме к Лурачи от 8 ноября 1950 года, что хотя это убийство нарушало букву Кодекса, оно не противоречило его духу». Как отмечает Стеффен, «производственный кодекс запрещал демонстрацию убийства представителей закона на экране, но допускал исключения в случае морального пафоса фильма». Вопрос об убийстве копов ранее рассматривался в основном в контексте гангстерских фильмов, где существовала ситуация открытого противостояния между преступником и офицером полиции. Убийство же в этом фильме не было преднамеренным, что опять же позволило Администрации Производственного кодекса дать согласие на фильм. В итоге Брин запросил и получил особое разрешение на неприменение нормы, запрещающей демонстрацию убийства полицейского.
Согласно статье в «Нью-Йорк таймс» от марта 1951 года, Уайлер в течение двух недель проводил репетиции, а затем снял почти всю картину на одной съёмочной площадке студии «Парамаунт» в Лос-Анджелесе всего за 24 дня, опередив съёмочный график. «Это было необыкновенно быстро для известного своими долгими, тщательно проработанными съёмками Уайлера», «режиссёрский метод которого основывался на принципе „сделайте это ещё раз“».

## Оценка фильма критикой

### Общая оценка фильма
Фильм удостоился высоких оценок критиков, которые обращали внимание на умный и увлекательный сценарий, искусную режиссуру Уильяма Уайлера и операторскую работу Ли Гармса, и особенно на отличную игру Кирка Дугласа в главной роли.
Сразу после выхода фильма кинокритик Босли Кроутер написал в «Нью-Йорк таймс», что «пьеса Сидни Кингсли с помощью превосходного, быстро всё схватывающего актёрского состава была превращена продюсером и режиссёром Уильямом Уайлером в живой и увлекательный фильм», а журнал «Variety» отметил, что «Уильям Уайлер отполировал полицейский хит обладателя Пулитцеровской премии Сидни Кингсли до состояния кинематографического бриллианта». Сам Кингсли утверждал, что «воздействие фильма, значительно сильнее, чем у театральной постановки,… потому что Уайлер и „Парамаунт“ смогли добиться от актёров создания великолепных образов».
Позднее кинокритик Брюс Эдер отнёс «Детективную историю» «к числу самых потрясающих и мощных драм, поднявших многие важные темы своего времени… Сценарий по одноимённой пьесе Сидни Кингсли достаточно силён, а Кирк Дуглас даёт ещё один поворот темы звёздного антигероя (в манере, напоминающей его работу в „Чемпионе“) в роли детектива полиции, который несёт вред самому себе… Фильм был достаточно успешен после выхода, и его репутация выдержала испытание временем». Более критично оценил фильм Деннис Шварц, охарактеризовав его как «перегруженное подробностями моралите», которое отличается «большой смелостью в своём реалистическом отображении уличной жизни». Оно "стало полицейской классикой, но по сегодняшним стандартам выглядит как типичный телесериал про копов наподобие «Полиции Нью-Йорка» (1993—2005).

### Описание и оценка сюжета
«Variety» обратил внимание на то, что «сценаристы сохранили почти дословную верность пьесе… даже место действия редко меняется, также как и у Кингсли», всё происходит «в реалистически изображённом помещении отдела детективов полицейского участка». Далее журнал пишет: «Кирк Дуглас играет мучающегося детектива, намеренного неукоснительно выполнять свой долг так, как он его понимает… Охотясь за нелегальным врачом, который незаконно принимал роды, Дуглас неожиданно оказывается в буквальном смысле объектом шантажа со стороны этого медика… Жена Дугласа когда-то задолго до брака с ним, воспользовалась услугами этого шарлатана — и врач этого не забыл… Личная драма (героя Дугласа) разыгрывается на фоне широкой и увлекательной мозаики, включающей другие драмы, юмор и молодую любовь в полном проблем и забот помещении отдела».
Описывая панораму картины, Кроутер пишет: «В течение шести или восьми часов в суматошном, полном народа помещении отдела детективов возникает и проходит около полдюжины человеческих кризисов, и предстаёт почти столько же зарисовок причудливых человеческих образов. Там есть трогательный молодой парень, который совершил кражу ради быстро взлетевшей наверх куколки, и в итоге приходящий к трезвому пониманию того, что лучше остаться с милой девушкой, которая любила его всё время; там есть неисправимая пара безмозглых грабителей, один из которых является закоренелым преступником; есть также полусерьёзная-полукомичная маленькая магазинная воровка; есть ещё детектив, горюющий по потерянному сыну, и ещё много, много других персонажей». Но, подчёркивает Кроутер, «особенно важно то, что там есть затаивший злобу на мир детектив. Эта злоба заставляет его ловить преступников с безжалостным и чрезмерным рвением. Его зацикленность на осуждении не допускает никакой жалости или компромисса. Нарастание и разрешение кризиса в жизни этого человека представляет основной интерес и обеспечивает драматическое единство этого фильма… Картина рассказывает о том, как герой вдруг узнаёт, что его жена была когда-то пациенткой нелегального врача, за которым он тщательно охотился более года. Таким образом, его собственная жена становится вызовом, с помощью которого проходит проверку его способность к состраданию».

### Характеристика фильма
По мнению Кроутера, фильм, «продолжительный в своей выразительной демонстрации шального движения, которое происходит в комнате детективов полицейского участка, и значительно более краткий в проникновении в жизнь кого-либо конкретно на экране, в итоге складывается в безупречную мозаику минорной мелодрамы». Кроутер отмечает, что задачей Кингсли как драматурга было «тщательно отразить в форме театральной пьесы работу детективного подразделения, сложив в быстро изменяющийся рисунок бесчисленные подробности причудливого места действия, действующих там постоянных обитателей и проходящих через него отбросов общества. Такую пульсирующую панораму мистер Уайлер перенёс на экран настолько живо и динамично, насколько только можно себе представить». Вместе с тем Кроутер предостерегает от излишне усердных поисков достоверности, отмечая, что «в этом заключается один из недостатков и разочарований фильма». Он считает, что «тот факт, что герой — фанатик, просто констатируется, но не объясняется; соответственно его необузданные и путаные реакции по отношению к своей жене не имеют крепких и убедительных оснований. Их последующая ссора и дальнейшее стремительное крушение их запутанных отношений выглядит не более остро, чем в добротном поверхностном шоу».
Брюс Эдер пишет: "Каждый, кто думает, что Голливуд в 1950-е годы не выдвигал ничего, кроме осторожных, непретенциозных фильмов, может начать менять своё мнение после этого фильма. Его сценарий полон моральных минных полей практически в каждой сцене, среди них вопросы преданности долгу, роли независимости действий и свободы воли, двойственность добра и зла, что заставляет самых непоколебимых личностей начать задумываться о мотивах своих действий. Зрители, которые ожидали увидеть полицейский процедурал или чистую драму, вместо этого получили разыгранный в участке эквивалент таких драм, как «Отныне и во веки веков» (1953) или «В порту» (1954).

### Характеристика режиссёрской работы
По мнению Стеффена, картину «отличает виртуозная режиссёрская работа, которая захватывает зрителя врасплох своей внешней прозаичностью и непритязательностью. Уайлер достоин высокой оценки за то, что взял по существу телеспектакль и превратил его в поразительно сильный фильм благодаря острому построению мизансцены и великолепной работе с актёрами». Стеффен отмечает, что «воздействие фильма Уайлера строится не только на актёрской игре. Хотя „Детективная история“ остаётся во многом снятой на плёнку пьесой, Уайлеру удаётся превратить возникающие в этой связи ограничения в художественное преимущество», подчёркивая, что «замкнутая обстановка полицейского участка — это не просто пространство, где различные персонажи взаимодействуют друг с другом; она также усиливает пафос фильма, и, в конечном счёте, его эмоциональное воздействие. Постановка отдельных сцен, которые часто разыгрываются в отношениях переднего и заднего планов, дополняется глубокофокусной операторской работой Ли Гармса». Кроутер отметил, что «сложная деятельность в комнате подразделения поставлена настолько точно, плотно и естественно, что мистеру Уайлеру даже не понадобилось использовать музыку для дополнительного создания настроения и привлечения интереса к фильму». На мастерство операторской работы Гармза в замкнутом пространстве и отсутствие музыки обратил внимание также Шварц.

### Характеристика работы актёров
Как отмечает Стеффен, «хотя эмоциональная сила фильма заключена в его плотной постановке, сильном сценарии и ярком составе актёров второго плана, без сомнения в центре внимания находится игра Кирка Дугласа». «Коп Дугласа с выступающей челюстью», по замечанию «TimeOut», «исповедует тактику применения силы в отношении различных подозреваемых. Когда он обнаруживает, что его жена имела дело с мерзким нелегальным врачом, делающим аборты, он выбрасывает парочку истерических вспышек гнева, после чего нарывается случайно или намеренно на пулю бандита». Кроутер считает, что «Дуглас настолько мощен и агрессивен в роли детектива с заскоком, что приятное и обычное привлечение к себе внимания со стороны мисс Паркер в качестве его жены выглядит довольно уныло», отмечая также, что «мистер Дуглас как детектив великолепен — и Хорас МакМахон уступает ему совсем чуть-чуть в роли находчивого босса команды».
Вообще, по мнению Кроутера, «все члены актёрского состава заслуживают высокой оценки, с возможным исключением Элинор Паркер в роли жены героя, но её нельзя за это винить. В роли пары такого агрессивного персонажа — и женщины, у которой было проблемное прошлое, что внезапно выясняется в ходе картины — мистер Уайлер мог бы пригласить на роль и более резкую даму. Однако это единственное слабое звено». С другой стороны, «Variety» считает, что «Паркер играет жену с достоинством и эмоциональной глубиной, достигая драматических высот в сцене, где она вынуждена раскрыть своё прошлое». Как отметил Стеффен, «Кингсли даже пришёл к выводу, что игра Паркер, за которую она была номинирована на Оскар как лучшая актриса, превзошла игру актрисы в оригинальной бродвейской постановке».
Кроутер пишет, что «Уильям Бендикс, Берт Фрид и Франк Фэйлен отличны в роли детективов различного типа, а Ли Грант, Крейг Хилл и Джозеф Уайзмен выделяются среди персонажей, которых доставляют в участок». Эдер также отмечает, что «Дуглас получает безупречную поддержку со стороны голливудских ветеранов (Уильям Бендикс, Джордж Макреди, Фрэнк Фэйлен и Хорас МакМахон, который сыграл практически идентичную роль в телесериале по мотивам фильма нуар „Обнажённый город“), а также талантливых нью-йоркских театральных актёров Ли Грант и Джозефа Уайзмена, которые сыграли свои лучшие роли».
Шварц подчёркивает, что «Ли Грант, Джозеф Уайзмен, Хорас МакМахон и Майкл Стронг сыграли те же роли, которые они играли в бродвейской пьесе», отметив, что для Ли Грант это был дебют в кино в роли нервной воровки сумочек". На игру Грант обратил внимание также журнал «Variety», отметивший, что она «воспроизводит одну из самых памятных театральных ролей последних лет, играя жалкую, хотя и забавную маленькую бруклинскую воровку». А в целом, как отмечает Кроутер, чтобы выразить все похвалы по поводу актёрской игры, потребуется пройтись по всему списку актёров".

## Награды
| Год                        | Награда/Категория                                                            | Получатель                                 | Результат |
| -------------------------- | ---------------------------------------------------------------------------- | ------------------------------------------ | --------- |
| Оскар                      |                                                                              |                                            |           |
| 1952                       | Оскар лучшей актрисе в главной роли                                          | Элинор Паркер                              | Номинация |
| 1952                       | Оскар лучшей актрисе второго плана                                           | Ли Грант                                   | Номинация |
| 1952                       | Оскар лучшему режиссёру                                                      | Уильям Уайлер                              | Номинация |
| 1952                       | Оскар за лучший сценарий                                                     | Филип Йордан, Роберт Уайлер                | Номинация |
| БАФТА                      |                                                                              |                                            |           |
| 1952                       | Премия БАФТА за лучший фильм                                                 |                                            | Номинация |
| Каннский кинофестиваль     |                                                                              |                                            |           |
| 1952                       | Приз лучшей актрисе                                                          | Ли Грант                                   | Приз      |
| 1952                       | Золотая пальмовая ветвь                                                      | Уильям Уайлер                              | Номинация |
| Гильдия режиссёров Америки |                                                                              |                                            |           |
| 1952                       | Премия Гильдии режиссёров Америки за лучшую режиссуру — Художественный фильм | Уильям Уайлер                              | Номинация |
| Премия Эдгар               |                                                                              |                                            |           |
| 1952                       | Лучший сценарий художественного фильма                                       | Сидни Кингсли, Роберт Уайлер, Филип Йордан | Премия    |
| Золотой глобус             |                                                                              |                                            |           |
| 1952                       | Премия за лучший фильм в жанре драма                                         |                                            | Номинация |
| 1952                       | Премия лучшему актёру в драматическом фильме                                 | Кирк Дуглас                                | Номинация |
| 1952                       | Премия лучшей актрисе второго плана — художественный фильм                   | Ли Грант                                   | Номинация |
| Гильдия сценаристов США    |                                                                              |                                            |           |
| 1952                       | Премия за лучший адаптированный сценарий                                     | Филип Йордан, Роберт Уайлер                | Номинация |